# 桃木至朗
桃木 至朗（ももき しろう、1955年 - ）は、東洋史学者、ベトナム史専攻。大阪大学大学院文学研究科教授、広島大学博士（文学）。

## 人物・経歴
1955年、神奈川県横浜市生まれ。1981年、京都大学大学院文学研究科東洋史専攻修士課程を修了。1984年、同博士課程中退。
卒業後は、1985年より京都大学東南アジア研究センター助手。1988年、大阪外国語大学外国語学部専任講師。1991年、同助教授に就いた。1991年からは大阪大学教養部助教授、1994年からは同文学部助教授。2001年、同文学研究科教授に昇進。2009年、学位論文『中世大越国家の成立と変容』を広島大学に提出して文学博士号を取得。

## 研究内容・業績
- 専門は東南アジア史である。
- 歴史教科書に関する発言も多い。

### 「高大連携歴史教育研究会」提言精選案について
- 2017年度告示の高校学習指導要領にあわせて、高校の歴史教科書に盛り込むべき基礎用語を教科書会社や入試関係者に提言する「高大連携歴史教育研究会」の副会長を務めているが、その提言した精選案について桃木至朗は、「（坂本龍馬、吉田松陰、クレオパトラが精選案では削除されていたが）これらの人名は小説やドラマでも有名で、小中学校段階で既に親しんでいる」と述べている[2]。これについて鈴木正弘は、「これは理由にならない。坂本龍馬とクレオパトラの名前ぐらいは知っているだろうが史実に基づく歴史上の意義を理解しているとは思えない」「『精選の提案』は『人名はできる限り削減する方向』という基準であり、『既に親しんでいる』か『未だ親しんでいない』か、という基準はない」と批判している[2]。
- 桃木至朗は、「従来は用語だと考えられていなかった『史料批判』『ジェンダー』などの概念や、『難民』『気候変動』など現代の理解に必要な用語を加えた。（中略）代わりに世界を動かした日本産などの『銀』や、16世紀の銀による好景気が幕を閉じ、経済や社会の混乱が続いた『17世紀の危機』、その背景となった『小氷期』など理系も食いつく用語を加えた」と述べている[3]。これについて鈴木正弘は、「史料批判」「ジェンダー」「難民」「気候変動」「銀」「17世紀の危機」「小氷期」などを歴史用語とすることは妥当ではなく、「用語の精選」を称しつつ、「現代の理解に必要」という根拠不明の主観を以て用語を増加させることは、歴史教科書を歴史以外のものに変えていまい、「理系の歴史離れは特に深刻だ」と憂えるが、「17世紀の危機」「小氷期」の語を示せば「理系も食いつく」とは思えないと批判している[3]。
- 桃木至朗は、「物語、偉人伝などの文脈で強調されてきたが、実際に歴史を動かしたかどうか疑問な人物や事件は、削る対象になる。（中略）それが実際に歴史を動かした人や事件、大きな歴史の変動などと比べて優先されるのは完全に間違っている」と述べている[4]。これについて鈴木正弘は、「そもそも『実際に歴史を動かした人や事件』と『実際に歴史を動かしたかどうか疑問な人物や事件』とをどのように選別しているのだろうか」として、「完全に間違っている」と断言できるのだから、大小の判別について、公正明確な基準を設けているのであろうから、その基準を示すべきであると批判している[4]。
- 桃木至朗は、「小中学校は人物を重視して日本史を学ぶが、高校は世界史、日本史とも偉人伝より、歴史の流れや社会の構造の変化を学習する。（中略）小中で学んだ知識や、歴史を大きく動かしたわけではない人名、事件名は大胆に削った」と述べている[5]。これについて鈴木正弘は、「これまで前提とされていなかった『小中で学んだ知識』は、どのように把握しているのか、少なくとも削除した経緯を明らかにする必要がある」として、人名と事件名を「歴史を大きく動かしたわけではない」という基準によって排除したことは看過できず、「歴史を動かす」ことが、「大きく」か否かを如何なる基準で判断するのか、明らかにすべきであると批判している[5]。
- 「高大連携歴史教育研究会」は、「高等学校の歴史教科書用語と歴史系大学入試の出題用語に関する調査へのご協力のお願い」として、精選案についてのアンケート調査を実施するとしている。また、桃木至朗は「坂本龍馬がなぜない、ガリレオ・ガリレイはなぜ切られた、と騒ぎ立てるのは、ここまでの前提を理解したうえでやっていただきたい。そうすれば、『復活折衝』の余地も生じてくるだろう」と述べている[4]。これについて鈴木正弘は、「『ここまでの前提を理解』していない人物の意見は聞かないということである」として、それならば、何故アンケート調査を実施するのか、「高等学校の歴史教科書用語と歴史系大学入試の出題用語に関する調査へのご協力のお願い」でも、そう記すべきであり、そもそも「『ここまでの前提を理解』するよう求めるならば、『ここまでの前提』を示すべきである」と批判している[4]。さらに、桃木至朗の発言は「上から目線」であり、歴史叙述には、多様な形式があるため、過去に対する評価の問題を孕んでおり、歴史家は、史実に対して謙虚であることが求められると批判している[6]。また、桃木至朗が「このリストを参考にしてくれるよう働きかける」と述べていることを、「働きかける相手は、まず、入試を主管する大学であり、ついで新しい教科書編集の主体、つまり出版社や執筆者ということになろう。（中略）これからは、出版社や教科書の執筆者に対しても『強制力はまったくない』組織や個人から様々な働きかけをしてよいということである。教科書の執筆者である桃木氏は、こうしたことを率先して行うことをどのように考えているのだろうか」と批判している[6]。

## 著書
- 『歴史世界としての東南アジア』 山川出版社 世界史リブレット 1996年
- 『わかる歴史・面白い歴史・役に立つ歴史 歴史学と歴史教育の再生をめざして』 大阪大学出版会（阪大リーブル）2009年
- 『中世大越国家の成立と変容』 大阪大学出版会 2011年
- 『市民のための歴史学―テーマ・考え方・歴史像』 大阪大学出版会 2022年

### 共編著
- 『チャンパ 歴史・末裔・建築』樋口英夫、重枝豊共著 めこん 1999年
- 『ベトナムの事典』 桜井由躬雄共編 同朋舎（東南アジアを知るシリーズ）1999年
- 『海域アジア史研究入門』 岩波書店 2008年
- 『歴史学のフロンティア 地域から問い直す国民国家史観』 秋田茂共編 大阪大学出版会 2008年
- 『グローバルヒストリーと帝国』 秋田茂共編 大阪大学出版会 2013年
- 『グローバルヒストリーと戦争』 秋田茂共編著 大阪大学出版会 阪大リーブル 2016年